# Center for Infectious Disease Research and Policy
Le Center for Infectious Disease Research and Policy (CIDRAP) est le Centre de recherche et de politiques sur les maladies infectieuses de l'université du Minnesota.
Fondé en 2001 par l'épidémiologue Michael Osterholm, ce centre de recherche s'est récemment[Quand ?] très impliqué dans le suivi et la préparation contre une éventuelle pandémie grippale.